# 흑꼬리도요
흑꼬리도요(Black-tailed godwit)는 도요과에 속하며 학명은 Limosa limosa이다. 칼 폰 린네가 1758년에 처음 기술하였다. 날개길이 19cm 정도이고 가슴은 금적색, 허리는 암갈색, 꼬리는 검다. 여름깃은 적갈색이지만, 가을과 겨울에는 회색으로 바뀐다.
동북시베리아에서 번식하고 중국 남부·뉴기니·오스트레일리아 등지에서 월동한다. 한국은 봄·가을에 지나간다.